# Macromitrium serpens
Macromitrium serpens là một loài Rêu trong họ Orthotrichaceae. Loài này được (Bruch ex Hook. & Grev.) Brid. mô tả khoa học đầu tiên năm 1826.